# Depok
Depok é uma cidade da Indonésia. Cuja população passa de 1,4 milhão e faz parte da Região Metropolitana de Jacarta.